# Hochstetter

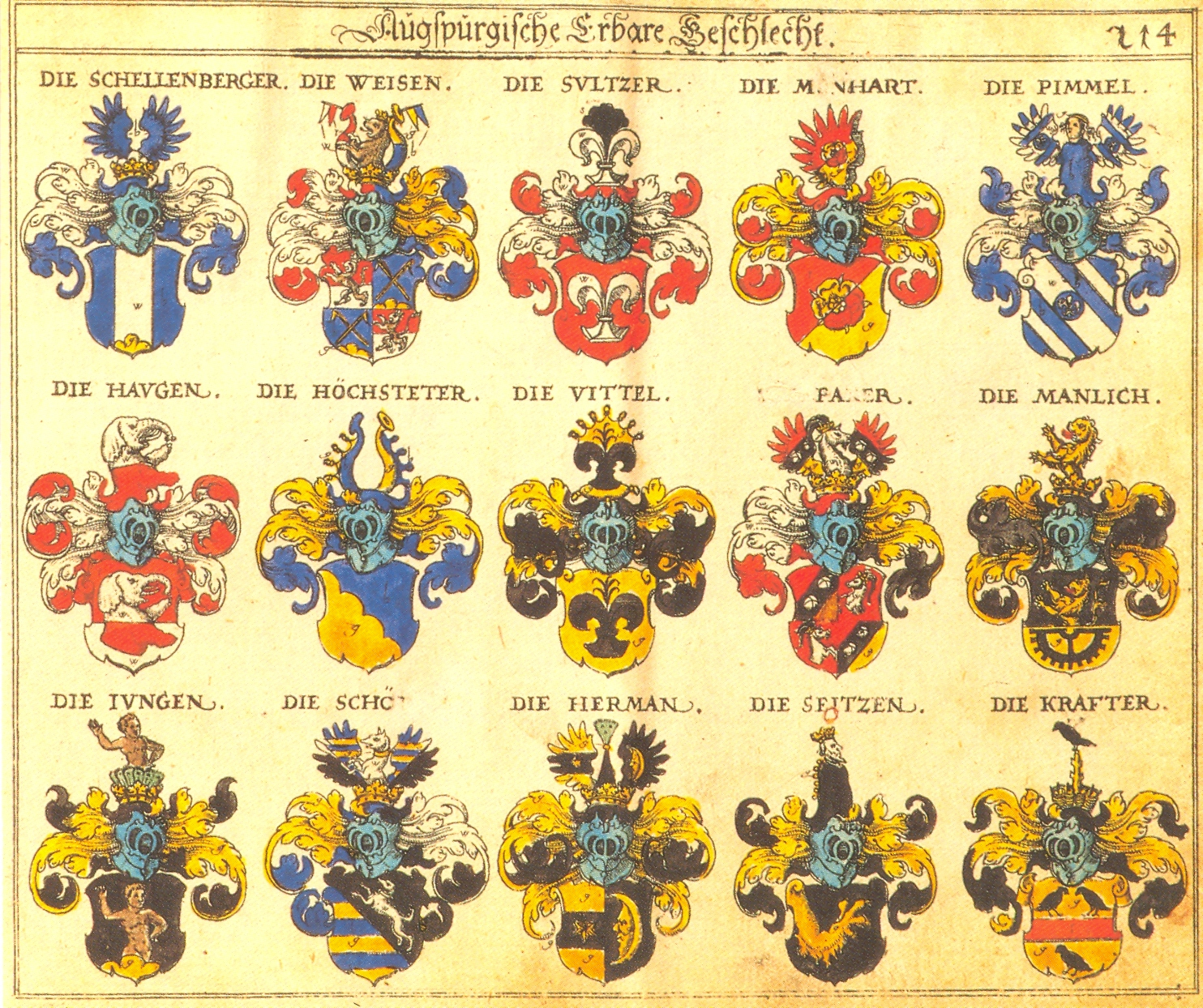
Stemma degli Höchstetter nel catalogo araldico di Johann Siebmacher.

Gli Höchstetter, anche Hechstetter o Hochstetter, di Höchstädt an der Donau (Baviera occidentale), vicino alle rive del Danubio, erano membri del patriziato mercantile di Augusta nel XV e XVI secolo.
Nei primi decenni del Cinquecento, questi banchieri-mercanti e capitalisti ad alto rischio attivi a livello internazionale, il cui membro più famoso fu Ambrosius I Höchstetter (1463–1534), furono alla pari con le celebri case Fugger e Welser. Come altri banchieri di Augusta, gli Höchstetter prestarono denaro all'imperatore Massimiliano I d'Asburgo (regno 1508-1519).

## Storia
Gli Höchstetter erano discendenti dei ministeriali Staufer di Höchstädt an der Donau (Baviera occidentale), vicino alle rive del Danubio. La prima menzione documentata della famiglia risale alla fine del XIII secolo. Nel 1346, Ulrich III Höchstetter (1290–...), patrizio ed amministratore di corte per l'imperatore Carlo IV, comprò una casa a Donauwörth. L'ingresso della famiglia nel commercio all'ingrosso e a distanza di tessuti si dovette a Ulrich IV Höchstetter (1390–1453) ma fu suo figlio, Ulrich V Höchstetter (1422–1497), a realizzare l'ascesa della schiatta, includendo anche il commercio di spezie tramite una loro presenza nel Fondaco dei Tedeschi a Venezia. Gli Höchstetter erano a quel tempo entrati nel patriziato della libera città imperiale di Augusta, fiorente centro culturale ed economico, prossima a diventare una delle più importanti e grandi città dell'Impero grazie al controllo sui flussi dei minerali metallici (l'oro, l'argento e il rame di Boemia, Slovacchia, Ungheria e Tirolo) e sulla loro raffinazione e commercializzazione. Ulrich V volle quindi includere anche il commercio di prodotti minerari nel portafoglio della compagnia di famiglia, supportando, come azionista, l'impresa mineraria dei Gossenbrot nel Tirolo. Sposato a Barbara Peutinger nel 1447, Ulrich fu figura politica eminente ad Augusta: maestro della corporazione dei sarti, membro del Consiglio Ristretto, 12 volte borgomastro negli anni 1476-1495. mentre era ancora in vita, i suoi cinque figli (Georg III "il Vecchio", Jakob, Ambrosius I "il Vecchio", Hieronymus e Johann) entrarono nella gestione delle attività commerciali di famiglia.
Ambrosius I Höchstetter "il Vecchio" (1463–1534), figlio di Ulrich V, portò la schiatta nel novero delle più potenti famiglie mercantili tedesche insieme ai Fugger e agli Welser. Formatosi a Bruges e sposato a Anna Rehlinger (1483), Ambrosius fondò una fattoria ad Anversa nel 1486. Iniziò così l'ascesa degli Höchstetter a terza più grande casa commerciale di Augusta dopo i Fugger e gli Welser: il portafoglio comprendeva il commercio di metalli non ferrosi e preziosi, investimenti minerari e transazioni finanziarie ai vertici di grandi case commerciali; la casa commerciale e bancaria di famiglia, basata ad Augusta, aveva filiali ad Anversa, Bruges, Venezia, Lisbona e Lione. Nel 1504, Ambrosius diede tangibile manifestazione del suo accresciuto prestigio commissionando una lussuosa residenza cittadina (v.si Höchstetter-Haus), mentre sin dall'anno prima, come il padre, sedette nel consiglio cittadino. Nel 1505, assieme ad altre famiglie mercantili tedesche (fond. Fugger) ed italiane, contribuì alla formazione di una flotta di 22 navi portoghesi capitanate da Francisco de Almeida che salpò alla volta dell'India: un terzo degli introiti della spedizione, la più grande mai inviata nel Subcontinente, dovette essere ceduto per regolamento al re del Portogallo ma l'operazione diede un profitto importante.
Grazie all'appoggio dato all'imperatore Massimiliano I d'Asburgo (regno 1508-1519), Ambrosius ottenne privilegi per l'estrazione del rame e la costruzione di una fabbrica di ottoni a Pflach (Tirolo), concessioni minerarie a Schwaz, Taufers (Tirolo) e Neusohl (Regno d'Ungheria), fonderie a Jenbach e Messinghütte a Steinebach (Tirolo) entro il 1509. Nel 1514 Ambrosius ed il fratello Johann fondarono una nuova società commerciale e nel 1517 l'Höchstetter si consorziò ai Fugger nel loro progetto di creazione d'un monopolio sul commercio del rame. Nel 1512 Ambrosius aveva acquistato il villaggio di Ettenhofen (oggi parte del circondario di Bobingen), costruendovi un castello con fossato ed una chiesa, ribattezzando il borgo Burgwalden, suo nome attuale, ed ottenendo una patente imperiale di nobiltà nel 1518 come Höchstetter von Burgwalden.

Sempre nel 1517 Ambrosius il Vecchio avviò un contenzioso legale con un socio, Bartolomeo Rhein/Rehm, i cui strascichi intensificato la critica generale alle potenti società commerciali ed ai loro monopoli, danneggiando notevolmente l'Höchstetter e fornendoci cifre rappresentative dei loro enormi guadagni. Rhein aveva investito 900 fiorini nella società nel 1511 e nel 1517 ne rivendicò 33.000 contro i 26.000 dichiarati da Ambrosius. Il processo davanti al Tribunale della Camera imperiale si trascinò per anni e quando Rehm si difese rilevando i beni commerciali dell'azienda, la controversia fu decisa a favore di Höchstetter e Rhein morì in prigione ad Augusta nel 1524. Ambrosius e compagni erano però ormai nel mirino dell'Autorità. Una commissione del Reichstag tenutasi a Norimberga nel biennio 1522-1523 riportò che:
(Ed. in (EN) Bax B, German Society at the Close of The Middle Ages, su marxists.org.)
Tuttavia, gli Höchstetter riuscirono ad espandere il loro impero economico. Nel 1523 Ambrosius iniziò a brigare per emulare il monopolio Fugger sul rame concentrandosi sul mercato del mercurio. Nel 1524, il Vecchio accolse nella compagnia come soci i figli Ambrosius II Höchstetter (1501–1550) e Joachim I Höchstetter "il Vecchio" (1505–1535), il genero Hans Franz Baumgartner e Joseph Höchstetter, figlio di suo fratello Johann. Nel 1525 gli Höchstetter stipularono un contratto di monopolio sui traffici idrici con Ferdinando d'Asburgo nel quale inclusero anche le miniere di mercurio di Almadén (Spagna). Purtroppo, gli sconvolgimenti economici provocati dalla Guerra dei contadini tedeschi e dal successivo attacco ottomano all'Austria influirono negativamente sugli affari di Ambrosius che nel 1529 era in odore di bancarotta per 800.000 fiorini! Sebbene i Fugger inizialmente gli fornissero supporto finanziario, dal 1527 il Vecchio stava svendendo ai ricchi azionisti come Fugger, Welser ed altri quote della sua società per rientrare dei debiti, alla fine sembrano aver incoraggiato il fallimento di Ambrosius che, alle strette, iniziò a prelevare segretamente oggetti di valore da Augusta ma, scoperto, fu imprigionato con il figlio Ambrosius II ed il nipote Joseph, mentre l'altro figlio Joachim ed il genero Baumgartner (famosi per le spettacolari somme perse nel gioco d'azzardo) fuggirono. Seguì un lungo processo di distribuzione della massa fallimentare. Nonostante l'intervento dell'arciduca Ferdinando e del duca Guglielmo IV di Baviera, il processo fallimentare degli Höchstetter fu perso. Ambrosius I morì nel 1534 nella torre del debitore vicino a Santa Croce, mentre Ambrosius II e Joseph furono liberati solo nel 1544 dopo l'intervento imperiale. Dopo la scarcerazione, Ambrosius II visse una vita appartata a Burgwalden che sua moglie Katharina Neumannin aveva preservato previa causa contro i creditori di famiglia. I coniugi morirono nel 1550 ed il castello di famiglia fu pignorato.
Joachim "il Vecchio", fratello di Ambrosius "il Giovane", capo della filiale di Anversa, sposato ad Anna Langenmantel nel 1522, fu il primo mercante tedesco ad ottenere un contratto decennale con ampi privilegi per il commercio di grano e stoffa con l'Inghilterra. Nel 1526, Sir Richard Gresham, quando detenuto a Nieuwpoort, aveva inviato una lettera al Cardinale Wolsey descrivendo Höchstetter come uno dei mercanti più ricchi e influenti della Germania e un grande esportatore di grano a Londra. La nomina di Joachim a "Principal Surveyor and Master of the Mines Royal" d'Inghilterra, Galles e Irlanda da parte di Enrico VIII nel 1528 gli permise di entrare nell'industria mineraria inglese ma nonostante il successo delle trivellazioni di prova dovette abbandonare i progetti a causa dell'imminente bancarotta di famiglia. Fuggì nei Paesi Bassi, dove entrò al servizio del re Cristiano II di Danimarca che lo nominò Bergmeister ("Maestro delle miniere") nel 1532 a probabile riprova dei suoi buoni uffici.
Nel 1542, tramite pressioni dell'arciduca Ferdinando, Sebastian Höchstetter, membro di un ramo cadetto della famiglia, rilevò dalla vedova di un ex-dipendente della società di Ambrosius I, tale Wolfgang Vittl, una vetreria nei pressi di Hall. Ne originò il ramo degli Höchstetter von zu Scheibenegg la cui attività vetraria, tanto pregiata da rivaleggiare con quella di Murano, sarebbe durata sino al XVII secolo.
Daniel I Höchstetter (1525–1581), figlio di Joachim I, si formò presso l'agenzia commerciale Wieland della nonna e, dal 1541, ne fu fattore e supervisore delle miniere a Gastein e Rauris, che continuò a gestire in modo indipendente dopo il ritiro di Wieland dall'attività mineraria. Nel 1556 circa commerciava a Obervellach (Carinzia). Nel 1564 effettuava delle prospezioni minerarie in Inghilterra e Galles per conto della regina Elisabetta I, ottenendo poi lettera di brevetto per la costruzione di miniere di rame nel Lake District. Per conto di Haug & Langnauer, Daniel costruì e gestì delle miniere e, nel 1568, la "Society of Mines Royal", operazione supportata da minatori carinziani e tirolesi, nonché da ramai della Germania meridionale, che portò alla realizzazione di miniere, d'una fonderia e d'un mulino a martelli intorno a Keswick (Cumbria). Nel 1572, Höchstetter vendette i suoi possedimenti ad Augusta e si trasferì proprio a Keswick, ove continuò a gestire le miniere sotto la propria responsabilità. Dopo la sua morte, i figli rilevarono l'azienda, che durò fino all'inizio del Seicento. I discendenti di Daniel I Höchstetter furono mercanti d'oltre Manica, un pronipote fu nominato cavaliere da re Giorgio I e un altro fu Lord Mayor di Londra.
Il fratello di Daniel, Joachim II Höchstetter "il Giovane" (1523–1597) era il proprietario del feudo di Rappenbad (Beim Rabenbad) dal 1580. Presumibilmente formatosi come mercante in Olanda, Francia ed Italia nelle aziende dello zio Georg insieme al cugino Sigmund Höchstetter (1486–1552) ed i generi Markus Ulstett e Narciß Lauginger. Nel 1572, Joachim II, con Ulstett e Stammler, rilevò quote Haug & Langnauer della Society of Mines Royal in cui operava Daniel. Nello stesso anno, fondò con Philipp König ed altri una società commerciale con filiali a Lipsia, Anversa, Venezia, Lione e Marsiglia. Gli stretti contatti nel commercio di seta e zafferano con i Manlich e gli Zangmeister portarono al crollo dell'azienda a causa del loro fallimento nel 1586. Curatore del fallimento fu un lontano cugino di Joachim II, Johann Baptista Höchstetter (1532–1604).
L'ultimo mercante Höchstetter in Augusta fu il nipote di Joachim II, Johann Matthäus Höchstetter (1607–1662). Filippo II Höchstetter (1579–1635), figlio di Joachim II, fu "Physicus primarius" di Augusta: borsista a Sant'Anna (1597), studiò a Basilea (1600-1603) e Padova (1603-1604), fu medico nel monastero di Santa Caterina, nello xenodochio e nell'orfanotrofio, e medico dei Fugger (1626-1629). Autore di scritti medici e di un diario con note sull'occupazione di Augusta da parte degli svedesi, morto per un'epidemia, i suoi discendenti divennero medici e farmacisti a Nördlingen, Weißenburg e Rothenburg.

## Höchstetter-Haus

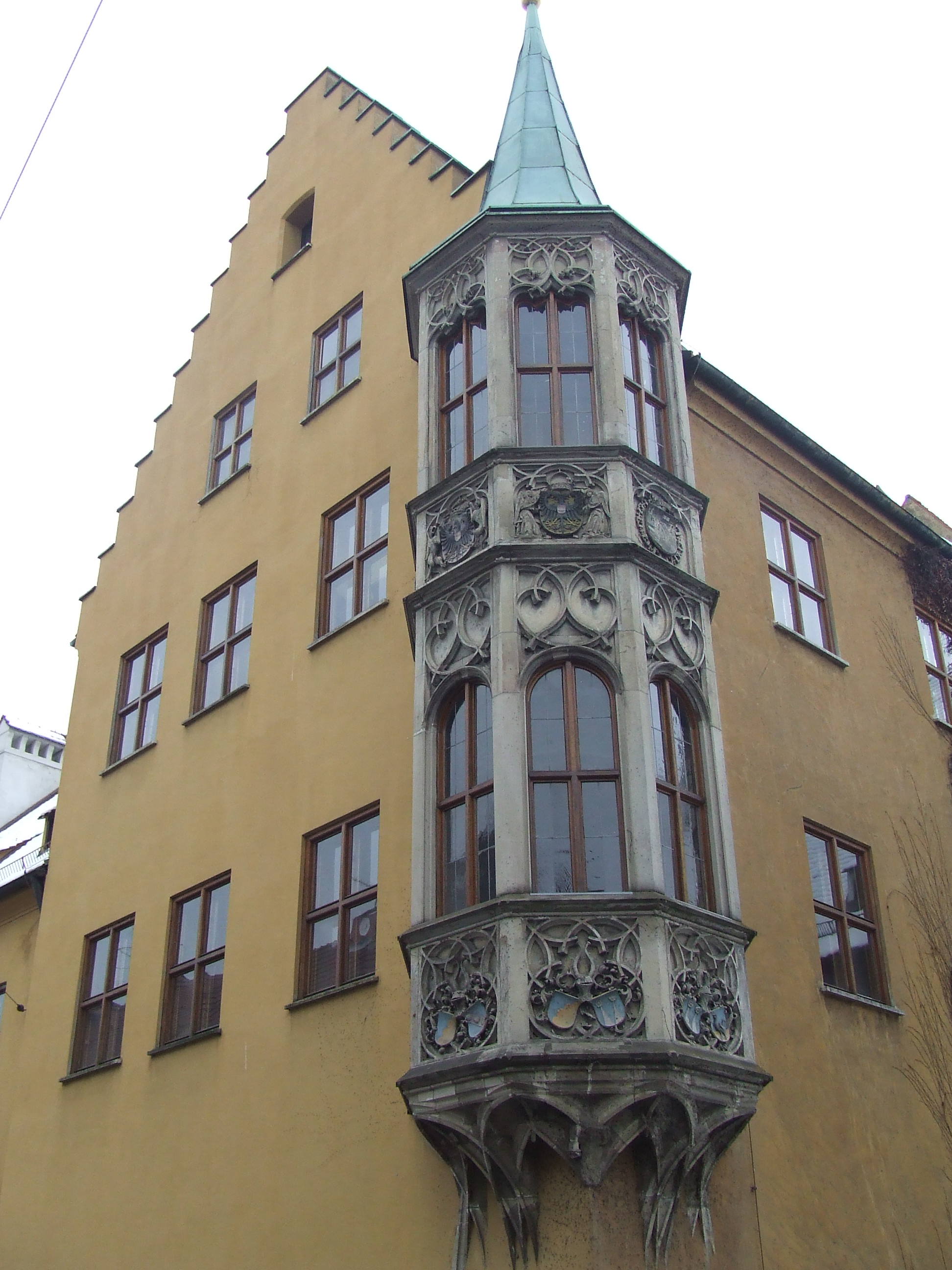
Il grande bovindo della Höchstetter-Haus oggi integrato nel Fuggerei di Augusta.

La sede degli Höchstetter in Augusta si trovava a Kesselmarkt, accanto al monastero di San Martino. Fu costruito nel 1504-1507 da Jakob Zwitzel per conto di Ambrosius il Vecchio su un terreno d'angolo e dotata di elaborati dipinti sulla facciata. Dopo la bancarotta di Ambrosius, la Höchstetter-Haus fu veduta ai creditori dalla nuora Katharina Neumannin e la residenza urbana della famiglia si spostò in un modesto edificio presso il palazzo vescovile.

la Höchstetter-Haus fu completamente distrutta durante i raid aerei su Augusta nel febbraio 1944. Solo il bovindo d'angolo poligonale, probabilmente realizzato da Gregor Erhart, è sopravvissuto ed è stato accuratamente rimosso, smantellato e immagazzinato nel corso dello sgombero delle macerie. Dopo un accurato restauro, il bovindo è stato integrato nell'edificio della residenza per anziani del Fuggerei nel 1962.

## Membri importanti della famiglia
- Ulrich V Höchstetter (1422–1497), maestro della corporazione dei sarti, mercante e borgomastro ad Augusta.[2]
- Georg III Höchstetter (1453–1514), figlio di Ulrich V, mercante ad Augusta.
- Ambrosius Höchstetter "il Vecchio" (1463–1534), figlio di Ulrich V, commerciante di tessuti e banchiere ad Augusta.[4]
- Joachim I Höchstetter "il Vecchio" (1505–1535), mercante ad Augusta e direttore di miniere.[16]
- Joachim II Höchstetter "il Giovane" (1523–1597), mercante ad Augusta.
- Daniel Höchstetter (1525–1581), direttore di miniere a Keswick.

### Esplicative
1. ↑  Una volta aperta la Rotta marittima diretta verso l'India per il commercio delle spezie (1498), il Regno del Portogallo comprese che il Mar Mediterraneo era saturo di spezie fornite dai mercanti veneziani, antichi detentori del monopolio su tali prodotti, e decise di evitare la concorrenza testa a testa per concentrarsi sulla vendita delle spezie nel Nord Europa, un mercato poco rifornito dai veneziani. La Casa da Índia aprì pertanto la c.d. "feitoria de Flandres" nella città di Anversa nel 1508 con il duplice scopo di fungere da centro di distribuzione delle spezie portoghesi nel nord Europa e acquisire i lingotti d'argento necessari per l'acquisto delle spezie in Asia. Le rotte intercontinentali di spezie, oro e argento che fluivano dentro e fuori la feitoria de Flandres trasformarono Anversa da una città sonnacchiosa al principale centro commerciale e finanziario d'Europa nel XVI secolo, posizione di cui avrebbe goduto fino al Sacco di Anversa da parte degli spagnoli nel 1576 - (FR) Mahn-Lot M, Conceptions géographiques et découverte : La question des Moluques jusqu'en 1521, in Archipel, n. 22, 1981,  pp. 75-86.; (EN) Dunton L, The World and Its People, Silver Burdett, 1896,  p. 163.

### Bibliografiche
1. 1 2 3  Austroarchiv.
2. 1 2 3 4 5 6  Augsburg.
3. 1 2  Ehrenberg 1896.
4. 1 2 3 4  Blendinger 1972 - Ambrosius.
5. ↑  (EN) Tlusty BA, Augsburg During the Reformation Era: An Anthology of Sources, Hackett Publishing Company, 2012,  p. xviii, ISBN 9781603849203.
6. ↑  Franz Hümmerich: Die erste deutsche Handelsfahrt nach Indien 1922
7. ↑  (EN) Parry JH, The European Renaissance: Selected Documents, Londra, Macmillan, 1968,  p. 24.
«The houses of Fugger, Hochstetter and Welser all invested heavily in the early sixteenth-century Portuguese voyages to India»
8. ↑  (DE) Häberlein M, Die Fugger. Geschichte einer Augsburger Familie (1367–1650), Stoccarda, Kohlhammer, 2006,  pp. 46-48, ISBN 978-3-17-018472-5.
9. ↑  (DE) Volkert W (a cura di), Handbuch der bayerischen Ämter, Gemeinden und Gerichte 1799–1980, Monaco di Baviera, 1983,  p. 514, ISBN 3-406-09669-7.
10. ↑  (DE) Wrede A (a cura di), Deutsche Reichstagsakten unter Kaiser Karl V, III,  p. 574f.
11. ↑  Safley 2010, p. 422.
12. ↑  Safley 2010, p. 423.
13. ↑  (EN) Sorel G, Social Foundations of Contemporary Economics, 1984,  p. 314.
14. 1 2  Safley 2010, p. 416.
15. ↑  Safley 2010, p. 415.
16. 1 2 3  Blendinger 1972 - Joachim.
17. ↑  (EN) Blanchard I, Gresham, Sir Richard (c.1485–1549), in Oxford Dictionary of National Biography, Oxford University Press, 2004.
18. ↑  (DE) Nübel O, Das Augsburger Kaufherrengeschlecht Hoechstetter und die Restitution König Christians II. von Dänemark, in Zeitschrift des Historischen Vereins für Schwaben, vol. 73, 1979,  pp. 127-147.
19. ↑  Safley 2010, p. 429.
20. ↑  (DE) Heimer H, Die Glashütte zu Hall in Tirol und die Augsburger Kaufmannsfamilie der Höchstetter, 1959.
21. ↑  Safley 2010, p. 432.
22. ↑  Hoechstetter 1935.
23. ↑  (DE) Hoechstetter-Müller A, Die 'Company of Mines Royal' und die Kupferbergwerke in Keswick [...] zur Zeit Joachim und Daniel Hoechstetters, in Aus Schwaben und Altbayern, . Festschrift Pankraz Fried, 1991,  pp. 75-92.
24. ↑  (EN) Donald MB, Elizabethan Copper. The history of the Company of Mines Royal, 1568-1605, 1994, ISBN 0951294687.
25. ↑  Safley 2010, pp. 429-430.
26. ↑  Safley 2010, p. 431.
27. ↑  Safley 2010, pp. 430-431.
28. 1 2  (DE) Müller GM, Humanismus und Renaissance in Augsburg: Kulturgeschichte einer Stadt zwischen Spätmittelalter und Dreissigjährigem Krieg, Walter de Gruyter, 2010, ISBN 978-3-11-023124-3.